# Kristine Miller
Kristine Miller (Buenos Aires, 13 de junio de 1925-Monterrey, 2015) fue una actriz cinematográfica y televisiva estadounidense, conocida por sus actuaciones en producciones de género negro y western. Descubierta por el productor de Paramount Pictures Hal B. Wallis, entre sus producciones más destacadas figuran I Walk Alone (1948), Jungle Patrol (1948), Too Late for Tears (1949), Shadow on the Wall (1950), y la serie televisiva Stories of the Century (1954–55).

## Biografía

### Inicios
Nacida en Buenos Aires, Argentina, su verdadero nombre era Jacqueline Olivia Eskesen, y era la más joven de las dos hijas de Johannes Bach Eskesen, un danés dedicado al negocio del petróleo, y Myrtle Bennett Witham, una cantante de la cadena de locales Orpheum, nativa de Fresno (California). El padre de Miller era vicepresidente de Standard Oil de Argentina, con sede en Buenos Aires, donde nació también su hermana mayor, Dorothea. Tras una década en Argentina, la familia viajó a Nueva Orleans en julio de 1931. Durante un año vivieron en Fresno, trasladándose a Copenhague, Dinamarca, en 1932 cuando Miller tenía 7 años de edad. 
En 1938, antes del inicio de la Segunda Guerra Mundial en Europa, las hermanas y su madre fueron a vivir a Long Island, Nueva York. Posteriormente volvieron a Fresno,, y después fueron a San Francisco (California).
Debido a todos sus viajes siendo todavía una niña, Miller hablaba con fluidez el inglés, el español y el danés, teniendo conocimientos de portugués y alemán.
En sus años de formación no mostró interés por la actuación. Sin embargo, tras hacer un primer papel en una obra representada en la high school, la pieza de George S. Kaufman The American Way (1939), empezó a aficionarse al mundo del espectáculo. Según una versión, fue descubierta en Hollywood en 1944, con 18 años de edad, cuando un cazatalentos la vio actuar en su escuela. El cazatalentos no volvió, por lo que la actriz habría mandado a los estudios una carta con una fotografía, obteniendo una prueba de pantalla con Warner, momento en el que ella se cambió el nombre por Kristine Miller. Aunque no superó la prueba, llamó la atención del productor Hal Wallis, que entonces estaba en disputa con el director de la compañía, Jack Warner. Wallis dejó Warner Brothers y pasó a Paramount Pictures, y se llevó a Miller y a otra actriz que tampoco había superado la prueba de pantalla, Lizabeth Scott.

### Etapa en Paramount

#### I Walk Alone

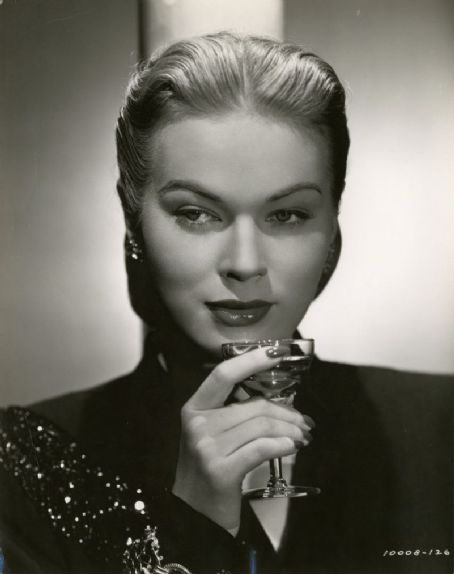
Kristine Miller en I Walk Alone

En Paramount, Miller debutó con un papel sin créditos, trabajando junto a Scott en You Came Along (1945). Miller encarnaba a una corista, y empleaba el nombre de "Jacqueleen Eskeson" La pareja actuó en cinco películas, cuatro de ellas producidas por Hal Wallis.
En 1946 Miller fue cedida a Monogram Pictures. Fue una modelo en el film de 1946 Suspense. En esa época la actriz se mudó a la vieja casa de Wallace Reid en Coldwater Canyon, entonces convertida en una casa de huéspedes ocupada por actrices jóvenes, y conocida como "La Casa de las Siete Garbos." En la casa vivían Ruth Roman, Suzan Ball y Linda Christian.
En julio de 1946 se anunció que Hal Wallis planeaba contratar a Miller para rodar la versión para la pantalla de la obra representada en el circuito de Broadway Beggars Are Coming to Town (1945). Wallis quería que esta película fuera la gran oportunidad de Miller. Sin embargo, Wallis se saltó la habitual publicidad utilizada para una actriz en ciernes. Los planes eran que Miller interpretara a una cantante, Kay Lawrence.
En el invierno de 1946, Miller tuvo una pequeña actuación en el western Desert Fury (1947), encarnando a Claire Lindquist. Algo inusual para un papel tan pequeño, Wallis se aseguró de que Miller apareciera en sexto puesto en los créditos, detrás de Wendell Corey. El film se estrenó el 15 de agosto de 1947.
Inmediatamente después de Desert Fury, Wallis empezó a trabajar con Deadlock, el nombre original del proyecto de adaptación de Beggars Are Coming to Town. Miller volvería a coincidir con los actores de Desert Fury Burt Lancaster y Wendell Corey. Tras semanas de ensayos bajo la dirección de Byron Haskin, Miller de pronto pasó a ser la segunda actriz. Lizabeth Scott, muy competitiva con todas las actrices, obtuvo el papel de Kay Lawrence. Miller hizo entonces el papel de Alexis Richardson, viéndose forzada a cortarse el pelo y utilizar moño. Edith Head diseñó el vestuario de Miller, describiendo a la actriz como "la más excitante figura desde Betty Grable." El film resultante fue renombrado I Walk Alone (1948), y se rodó entre diciembre de 1946 y febrero de 1947, estrenándose el 16 de enero de 1948. Ella aparecía en quinto lugar tras Kirk Douglas. A causa de su papel, Miller tenía miedo de verse encasillada en papeles de mujer fatal, pero finalmente su carrera fue tendente a personajes de "buena chica.'"
En esa época, el nombre de Miller raramente aparecía en las publicaciones de chismes, y cuando lo hacía era siempre alejada de cualquier tipo de escándalo. En la prensa solamente se mencionaba un nombre relacionadao con ella, William Haskel Schuyler. A finales de noviembre de 1947 se anunció la boda de Miller y Schuyler, aunque finalmente la ceremonia se pospuso.

#### Jungle Patrol

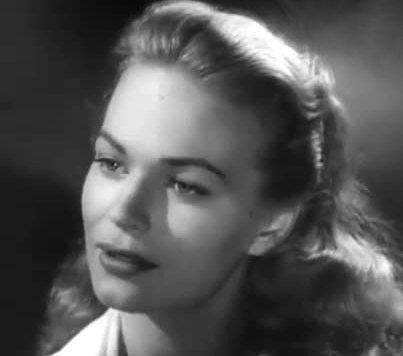
Kristine Miller en Jungle Patrol

A principios de mayo de 1948, Miller fue cedida de nuevo, esta vez a 20th Century Fox para rodar West of Tomorrow—su primera película como protagonista. El guion se basaba en la obra de William Bowers del mismo título. Ambientada en la Segunda Guerra Mundial, en Nueva Guinea, Miller interpretaba a Jean Gillis, una actriz miembro del USO. La película finalmente fue estrenada como Jungle Patrol (1948), única producción en la que Miller encabezaba el reparto.
A pesar de ser un "descubrimiento" de Hal Wallis, el productor no sabía qué hacer con ella. La situación se agravó con la vuelta de veteranos actores tras la guerra. Empeorada por la crisis económica tras la contienda, la pujanza de la televisión y la ruptura del sistema de estudios, la situación de Miller se hizo aún más difícil. Sus perspectivas mejoraron tras conocer al periodista y productor cinematográfico Mark Hellinger, que estaba seguro de que ella llegaría a ser una estrella. Pero Hellinger falleció súbitamente en 1947, y Miller se vio saliendo adelante con los pequeños papeles a los que ya estaba habituada. De las nueve películas que rodó con contrato con Paramount, tres fueron con cesión a otros estudios, siendo dos de ellas más importantes que sus producciones en Paramount, a excepción de I Walk Alone. Típico de sus años en Paramount, en Sorry, Wrong Number (1948) fue escogida para hacer el tercer papel, pero finalmente hubo de conformarse con un personaje que la situaba en el número trece del reparto.
A finales de ese año consiguió un papel de mayor entidad, actuando de nuevo junto a Lizabeth Scott en Too Late for Tears (1949). En su tercera y última actuación como cedida—esta vez a United Artists—Miller interpretaba a Kathy Palmer, cuñada de Jane Palmer (Scott). En el film también actuaba Don DeFore. Rodado entre septiembre y octubre de 1948 en Republic Pictures, el film se estrenó el 8 de julio de 1949. Miller era quinta del reparto, tras Arthur Kennedy.
A finales de 1948, Miller hizo una breve actuación en la sentimental Paid in Full (1950). En su último film con Paramount, Miller fue Nancy Langley, hermana de Jane (Lizabeth Scott). En la película actuaban también Robert Cummings y Diana Lynn. Lynn interpretó el papel que en un principio iba destinado a Miller, por lo que esta bajó del tercer puesto del reparto al décimo. Rodada entre octubre y noviembre de 1948, la película se estrenó en marzo de 1950.
En febrero de 1949 se anunció que el contrato de Miller con Paramount quedaba sin efectos, a causa de la crisis económica de la industria del cine tras la guerra. Ese diciembre se volvió a anuncia la boda de Miller con William Schuyler, que de nuevo se vio pospuesta.

### Últimos años

#### Actriz independiente

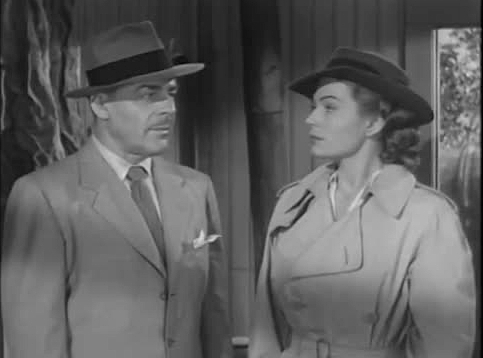
Kristine Miller y Brian Donlevy en Dangerous Assignment

Sin dejarse intimidar por los contratiempos en su carrera, Miller intentó tratar con estudios menores como Monogram y Republic Pictures, aunque todavía trabajó de manera ocasional para grandes compañías. Miller hizo también algunas incursiones en el creciente medio televisivo, iniciadas antes de finalizar su contrato con Paramount. A pesar de las obligaciones familiares, los años 1950 fueron los más prolíficos de Miller, trabajando de manera regular en la televisión. En la película Shadow on the Wall (1950) actuó junto a Ann Sothern. Sin llegar a dejar el cine negro, la reputación de Miller crecería gracias a westerns como Young Daniel Boone (1950), en el cual fue primera actriz.
Ese mismo año volvería al western con High Lonesome (1950), film protagonizado por John Drew Barrymore. En noviembre de 1950, tras varios años evitando papeles de mujer fatal, ella volvió al tópico encarnando a Lady DeWinter en "The Three Musketeers", episodio piloto de Magnavox Theatre. Fue estrenada en las salas como Sword of D'Artagnan.
En el otoño de 1951 Miller fue una europea del este en el thriller sobre la Guerra Fría The Steel Fist (1952), actuando junto a Roddy McDowall.
Al año siguiente hizo otro papel de mujer fatal. En "The Iron Banner Story", un episodio de Dangerous Assignment, una serie televisiva de espionaje protagonizada por Brian Donlevy, en el cual fue Lilli Terrescu. Al igual que sucedió en The Steel Fist, Miller usó su facilidad para los acentos en dis entregas de Dangerous Assignment, y en un episodio de The Millionaire, "The Anton Bohrman Story." Ese mismo año fue segunda actriz en su primer musical, Tropical Heat Wave (1952).
En la primavera de 1953, Miller viajó a Hawái para trabajar de nuevo junto a Burt Lancaster. Pasó diez días en las islas. Fue Georgette, compañera de habitación de Donna Reed, en De aquí a la eternidad. Sin embargo, buena parte de su actuación no se vio reflejada en el montaje final.
El 27 de julio de 1953, Miller se casó finalmente con William Schuyler en Santa Bárbara. Ese octubre se anunció que el matrimonio esperaba su primer hijo. Su hija, Linda Elizabeth, nació el 22 de febrero de 1954.
En el año 1954, Miller fue segunda actriz en tres películas. Flight Nurse (1954), protagonizada por Joan Leslie, y en la cual ella encarnaba a una oficial, era un drama ambientado en la Guerra de Corea. Geraldine (1954) fue una comedia protagonizada por Mala Powers. En el western Hell's Outpost, Miller volvió a trabajar con Leslie. En Hell's Outpost Miller conoció a Jim Davis, que sería el protagonista masculino de la única serie televisiva en la cual Miller tuvo un papel continuado. 
En los años 1950, Joan Leslie y Miller, por entonces amigas, se dedicaron a la recogida de fondos para la maternidad de St. Anne, en Los Ángeles. En 1954 Miller actuó dos veces en la serie The Lone Wolf, protagonizada por Louis Hayward. También fue actriz invitada, como Mrs. Manning, en la primera serie para TV de Republic, Stories of the Century, que protagonizaban Mary Castle y el antiguo compañero de Miller en Hell's Outpost, Jim Davis.

#### Stories of the Century

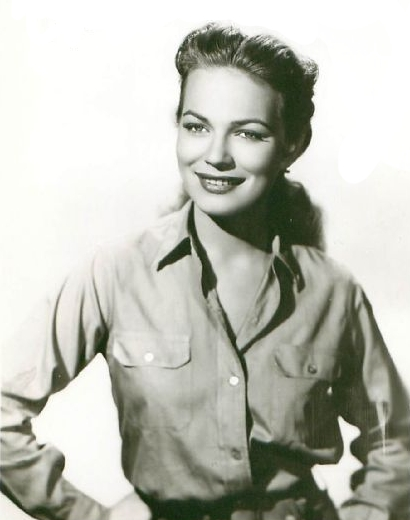
Kristine Miller en Stories of the Century

En 1955, Miller volvió a Stories of the Century para hacer su papel de mayor fama—Margaret "Jonesy" Jones. Originalmente Miller iba a protagonizar la serie, pero fue incapaz a causa de su primer embarazo. Como resultado, Mary Castle hizo el papel en los primeros 26 episodios. Cuando Castle dejó la serie, Miller la reemplazó, con disgusto del entonces director, William Witney, que dejó el show tras rodar algunos episodios con Miller. A pesar del cambio de actriz y de la sustitución de Witney, Stories of the Century fue el primer western en ganar un Premio Emmy en 1955. Sin embargo, con premio y con excelentes audiencias, la serie fue cancelada. El episodio favorito de Miller fue "Jim Courtright".
Una vez cancelada la serie, Miller cambió de género con la primera de cuatro actuaciones en Science Fiction Theater. En "The Strange Dr. Lorenz" (1955) interpretó a la mujer de un médico. En "Operation Flypaper" (1956) trabajó con Vincent Price, interpretando ambos a una pareja de científicos. En ese período, Miller rodaría tres westerns seguidos: Thunder over Arizona (1956), Domino Kid (1957) y The Persuader (1957), una película protagonizada por William Talman. Miller volvería a trabajar con Jim Davis una última vez, en un episodio de M Squad—"The Case of the Double Face" (23 de mayo de 1958), protagonizado por Lee Marvin. El último trabajo cinematográfico de Miller llegó con The Heart Is a Rebel (1958), un drama interpretado por Ethel Waters.
Después, Miller actuó en dos episodios del show de la CBS The Texan, protagonizado por Rory Calhoun—"The Gunfighter" (1959) y "The Accuser" (1960). Miller volvió a trabajar con Donna Reed en "Lucky Girl" (1959) y "Character Building" (1961), dos capítulos de la sitcom de la American Broadcasting Company The Donna Reed Show. Su actuación final en televisión fue con el papel de Ruth Hudson en el episodio de 1961 "Prince Jim", perteneciente al programa de la NBC Tales of Wells Fargo, que interpretaba Dale Robertson.

#### Empresaria
Debido a las necesidades de su familia y a los negocios de su marido, Miller decidió retirarse del mundo del espectáculo. La familia dejó Los Ángeles para afincarse en la Bahía de San Francisco a principios de los años 1960. Antes de mudarse, su marido estaba creando canales de televisión en el Norte de California, tales como KSCH y KTVU, en Oakland (California). El matrimonio fundó, así mismo, dos emisoras de televisión en Monterrey (California)—KION-TV y KSMS-TV, esta última en español, un tema de especial interés para Miller. La familia finalmente fue a vivir a la península de Monterrey en 1969, donde William fue presidente de la Schuyler Broadcasting Corporation. Más adelante, en los años 1990, vivieron en Idaho, donde fundaron otras dos emisoras televisivas. Volvieron a Monterrey en junio de 2001.

### Fallecimiento
El 4 de febrero de 2016 un portavoz de la familia informó que Kristine Miller había fallecido, a los 90 años de edad, a finales de 2015 en un hospital de Monterrey (California). Se celebró una ceremonia en su memoria el 13 de febrero de 2016. Sus restos fueron incinerados, y las cenizas esparcidas en el Océano Pacífico.

## Filmografía

### Cine
| No. | Título, año estreno           | Estudio, productor                   | Director, guionista                 | Papel de Miller   | Actor principal     | Coprotagonistas                                                      |
| --- | ----------------------------- | ------------------------------------ | ----------------------------------- | ----------------- | ------------------- | -------------------------------------------------------------------- |
| 1   | You Came Along (1945)         | Paramount Pictures, Hal Wallis       | John Farrow, Ayn Rand               | Corista           | Robert Cummings     | Lizabeth Scott, Don DeFore, Charles Drake, Helen Forrest, Kim Hunter |
| 2   | Suspense (1946)               | Monogram, King Brothers Productions  | Frank Tuttle, Philip Yordan         | Modelo            | Barry Sullivan      | Belita                                                               |
| 3   | Desert Fury (1947)            | Paramount, Hal Wallis                | Lewis Allen, Robert Rossen          | Claire Lindquist  | John Hodiak         | Lizabeth Scott, Burt Lancaster, Mary Astor, Wendell Corey            |
| 4   | The Trouble with Women (1947) | Paramount, Harry Tugend              | Sidney Lanfield, Arthur Sheekman    | Coquette          | Ray Milland         | Teresa Wright, Brian Donlevy                                         |
| 5   | I Walk Alone (1948)           | Paramount, Hal Wallis                | Byron Haskin, Charles Schnee        | Alexis Richardson | Burt Lancaster      | Lizabeth Scott, Kirk Douglas, Wendell Corey                          |
| 6   | Jungle Patrol (1948)          | 20th Century Fox, Frank N. Seltzer   | Joseph M. Newman, Francis Swann     | Jean Gillis       | Arthur Franz        | Ross Ford, Mickey Knox, Richard Jaeckel, Harry Lauter                |
| 7   | Sorry, Wrong Number (1948)    | Paramount, Hal Wallis                | Anatole Litvak, Lucille Fletcher    | Dolly             | Burt Lancaster      | Barbara Stanwyck, Ann Richards, Wendell Corey                        |
| 8   | Too Late for Tears (1949)     | United Artists, Hunt Stromberg       | Byron Haskin, Roy Huggins           | Kathy Palmer      | Don DeFore          | Lizabeth Scott, Dan Duryea, Arthur Kennedy                           |
| 9   | Paid in Full (1950)           | Paramount, Hal Wallis                | William Dieterle, Robert Blees      | Miss Williams     | Robert Cummings     | Lizabeth Scott, Diana Lynn, Eve Arden, Ray Collins                   |
| 10  | High Lonesome (1950)          | Arfran Productions, George Templeton | Alan Le May, (director y guionista) | Abby Davis        | John Drew Barrymore | Chill Wills, John Archer                                             |
| 11  | Shadow on the Wall (1950)     | MGM, Robert Sisk                     | Patrick Jackson, William Ludwig     | Celia Starrling   | Zachary Scott       | Ann Sothern, Gigi Perreau Nancy Reagan                               |
| 12  | Young Daniel Boone (1950)     | Monogram, James S. Burkett           | Reginald Le Borg, Clint Johnston    | Rebecca Bryan     | David Bruce         | Damian O'Flynn                                                       |
| 13  | The Steel Fist (1952)         | Monogram, Wesley Barry               | Wesley Barry, C. K. Kivari          | Marlina           | Roddy McDowall      | Harry Lauter                                                         |
| 14  | Tropical Heat Wave (1952)     | Republic, Herbert J. Yates           | R. G. Springsteen, Arthur T. Horman | Sylvia Enwright   | Robert Hutton       | Estelita Rodríguez                                                   |
| 15  | De aquí a la eternidad (1953) | Columbia Pictures, Buddy Adler       | Fred Zinnemann, Daniel Taradash     | Georgette         | Burt Lancaster      | Montgomery Clift, Deborah Kerr, Donna Reed                           |
| 16  | Flight Nurse (1954)           | Republic, Herbert J. Yates           | Allan Dwan, Alan Le May             | Lt. Kit Ramsey    | Forrest Tucker      | Joan Leslie, Arthur Franz                                            |
| 17  | Geraldine (1953)              | Republic, Herbert J. Yates           | R. G. Springsteen, Peter Milne      | Ellen Blake       | John Carroll        | Mala Powers                                                          |
| 18  | Hell's Outpost (1954)         | Republic, Herbert J. Yates           | Joseph Kane, Kenneth Gamet          | Beth Hodes        | Rod Cameron         | Joan Leslie, Chill Wills                                             |
| 19  | Thunder Over Arizona (1956)   | Republic, Joe Kane                   | Joe Kane, Sloan Nibley              | Fay Warren        | Skip Homeier        | George Macready, Wallace Ford                                        |
| 20  | Domino Kid (1957)             | Columbia, Rory Calhoun               | Ray Nazarro, Kenneth Gamet          | Barbara Ellison   | Rory Calhoun        | Andrew Duggan, Yvette Dugay                                          |
| 21  | The Persuader (1957)          | Allied Artists, Dick Ross            | Dick Ross, Curtis Kenyon            | Kathryn Bonham    | William Talman      | James Craig                                                          |
| 22  | The Heart is a Rebel (1958)   | World Wide Pictures, Dick Ross       | Dick Ross, Richard James            | Mrs. Johnson      | John Milford        | Ethel Waters, Georgia Lee, Scotty Morrow                             |

### Televisión
| No. | Título, fecha emisión                                                                  | Estudio, productor                                  | Director, guionista                   | Papel de Millerr        | Primer actor    | Coprotagonistas                            |
| --- | -------------------------------------------------------------------------------------- | --------------------------------------------------- | ------------------------------------- | ----------------------- | --------------- | ------------------------------------------ |
| 1   | Variety (1948)                                                                         | NBC                                                 |                                       | Como ella misma         | Cesar Romero    |                                            |
| 2   | Your Show Time "The Celebrated Jumping Frog of Calaveras County" (17 de junio de 1949) | National Telefilm Associates, Marshall Grant        | Sobey Martin, Walter Doniger          |                         | Kirby Grant     |                                            |
| 3   | The Magnavox Theatre "The Three Musketeers" (24 de noviembre de 1950)                  | Hal Roach Studios, Hal Roach Jr.                    | Budd Boetticher, Roy Hamilton         | Lady DeWinter           | Robert Clarke   | John Hubbard                               |
| 4   | Stars Over Hollywood "A Letter from Home" (23 de julio de 1951)                        | NBC, Sherman A. Harris                              | Axel Gruenberg, Jack Preston          |                         | William Andrews | Jeanne Bates                               |
| 5   | The Adventures of Wild Bill Hickok "Outlaw Flats" (4 de noviembre de 1951)             | William F. Broidy Productions, William F. Broidy    | Frank McDonald, William Raynor        | Cindy                   | Guy Madison     | Andy Devine                                |
| 6   | Kraft Television Theatre "Never Be the Same" (14 de noviembre de 1951)                 | J. Walter Thompson Agency                           |                                       |                         | Howard Freeman  | Jean Adair                                 |
| 7   | Gruen Playhouse "The Case of the Cavorting Statue" (29 de noviembre de 1951)           | American Broadcasting Company                       | Richard Irving, Howard J. Green       |                         | Cesar Romero    | Ann Rutherford                             |
| 8   | Gruen Playhouse "The Driven Snow" (4 de octubre de 1951)                               | ABC                                                 | Axel Gruenberg (director)             |                         | Bruce Cabot     |                                            |
| 9   | China Smith "My Ship Has a Golden Keel"                                                | Bernard Tabakin (producer)                          | Robert C. Dennis (guionista)          | Leora                   | Dan Duryea      |                                            |
| 10  | Dangerous Assignment "The Iron Banner Story" (1952)                                    | Donlevy Development Company, Harold E. Knox         | Bill Karn, Al C. Ward                 | Lilli Terrescu          | Brian Donlevy   | Lyle Talbot                                |
| 11  | Dangerous Assignment "The Parachute Story" (1952)                                      | Donlevy Development Company, Harold E. Knox         | Bill Karn, Robert Ryf                 | Ilana Draska            | Brian Donlevy   | John Dehner                                |
| 12  | Big Town "Pot O' Gold" (26 de marzo de 1953)                                           | Gross-Krasne Productions, Mark Stevens              | Charles F. Haas, Al C. Ward           | Jill Long               | Richard Tyler   |                                            |
| 13  | Fireside Theater "To Stand Alone" (20 de mayo de 1952)                                 | General Television Enterprises, Frank Wisbar        | Frank Wisbar, John Larkin             |                         | Stanley Andrews | Scott Elliott                              |
| 14  | Fireside Theater "The People's Choice" (14 de octubre de 1952)                         | General Television Enterprises, Frank Wisbar        | Frank Wisbar, John Larkin             |                         | Paul E. Burns   | Barbara Brown                              |
| 15  | Fireside Theater "Mission to Algiers" (21 de abril de 1953)                            | General Television Enterprises, Frank Wisbar        | Frank Wisbar, Fred Freiberger         |                         | William Bishop  | Peter Brocco                               |
| 16  | Schlitz Playhouse of Stars "Storm Warnings" (10 de julio de 1953)                      | Meridian Productions, William Edwin Self            | Bill Karn, Paul Ludwig                | Wanda                   | Robert Stack    | Stanley Blystone, Arthur Franz             |
| 17  | The Campbell Playhouse "Innocent Till Proven Guilty" (10 de julio de 1953)             | NBC, Martin Horrell                                 | Garry Simpson, Frank De Felitta       |                         | Paul McGrath    | Leora Dana                                 |
| 18  | Lux Video Theatre "Some Call It Love" (27 de agosto de 1953)                           | J. Walter Thompson Agency, Jack J. Gross            | Peter Godfrey, Erna Lazarus           |                         | Charles McGraw  | Barbara Knudson, Carole Mathews            |
| 19  | My Little Margie "A Day at the Beach" (16 de septiembre de 1953)                       | Roland Reed Productions, Hal Roach Jr.              | Hal Yates (director)                  |                         | Charles Farrell | Gale Storm                                 |
| 20  | Ramar of the Jungle "Jungle Terror" (1954)                                             | Arrow Productions, Rudolph Flothow                  | Wallace Fox, Charles R. Condon        | Mary                    | Jon Hall        | Ray Montgomery, Harry Lauter               |
| 21  | The Lone Wolf "The Wife Story" (1954)                                                  | Gross-Krasne Productions, Donald Hyde               | Christian Nyby, Antony Ellis          | Kay Richman             | Louis Hayward   | John Doucette, Dabbs Greer                 |
| 22  | The Lone Wolf "The Karachi Story" (1954)                                               | Gross-Krasne Productions, Donald Hyde               | Alfred E. Green, Bernard Girard       | Lynn                    | Louis Hayward   | Lowell Gilmore                             |
| 23  | Stories of the Century "Henry Plummer" (1954)                                          | Studio City Television Productions, Edward J. White | William Witney, Dwight Cummins        | Mrs. Manning            | Jim Davis       | Mary Castle, John Dehner, Lane Bradford    |
| 24  | Stories of the Century "Burt Alvord" (2 de enero de 1955)                              | Studio City Television Productions, Edward J. White | William Witney, Maurice Tombragel     | Margaret "Jonesy" Jones | Jim Davis       | Chris Drake, Paul Sorensen, Fran Bennett   |
| 25  | Stories of the Century "Apache Kid" (9 de enero de 1955)                               | Studio City Television Productions, Edward J. White | William Witney, Maurice Tombragel     | Margaret "Jonesy" Jones | Jim Davis       | Kenneth Alton                              |
| 26  | Stories of the Century "Tom Bell" (16 de enero de 1955)                                | Studio City Television Productions, Edward J. White | William Witney, Budd Lesser           | Margaret "Jonesy" Jones | Jim Davis       | Glen Gordon, Jean Dean                     |
| 27  | Stories of the Century "Kate Bender" (23 de enero de 1955)                             | Studio City Television Productions, Edward J. White | William Witney, Maurice Tombragel     | Margaret "Jonesy" Jones | Jim Davis       | Veda Ann Borg                              |
| 28  | Stories of the Century "Augustine Chacon" (30 de enero de 1955)                        | Studio City Television Productions, Edward J. White | Franklin Adreon, Milton Raison        | Margaret "Jonesy" Jones | Jim Davis       | Rodolfo Hoyos, Jr.                         |
| 29  | Stories of the Century "Cherokee Bill" (1 de febrero de 1955)                          | Studio City Television Productions, Edward J. White | Franklin Adreon, Milton Raison        | Margaret "Jonesy" Jones | Jim Davis       | Pat Hogan, Robert Burton, Frank Sully      |
| 30  | Stories of the Century "Nate Champion" (6 de febrero de 1955)                          | Studio City Television Productions, Edward J. White | Franklin Adreon, Budd Lesser          | Margaret "Jonesy" Jones | Jim Davis       | Henry Brandon                              |
| 31  | Stories of the Century "Sontag and Evans" (8 de febrero de 1955)                       | Studio City Television Productions, Edward J. White | Franklin Adreon, Maurice Tombragel    | Margaret "Jonesy" Jones | Jim Davis       | John Smith, Morris Ankrum                  |
| 32  | Stories of the Century "Rube Burrows" (15 de febrero de 1955)                          | Studio City Television Productions, Edward J. White | Franklin Adreon, Maurice Tombragel    | Margaret "Jonesy" Jones | Jim Davis       | Paul Picerni                               |
| 33  | Stories of the Century "Jim Courtright" (22 de febrero de 1955)                        | Studio City Television Productions, Edward J. White | Franklin Adreon, Joe Richardson       | Margaret "Jonesy" Jones | Jim Davis       | Robert Knapp                               |
| 34  | Stories of the Century "Milt Sharp" (28 de febrero de 1955)                            | Studio City Television Productions, Edward J. White | Franklin Adreon, Maurice Tombragel    | Margaret "Jonesy" Jones | Jim Davis       | Don "Red" Barry                            |
| 35  | Stories of the Century "Jack Slade" (4 de marzo de 1955)                               | Studio City Television Productions, Edward J. White | Franklin Adreon, Milton Raison        | Margaret "Jonesy" Jones | Jim Davis       | Gregg Palmer                               |
| 36  | Stories of the Century "L.H. Musgrove" (11 de marzo de 1955)                           | Studio City Television Productions, Edward J. White | Franklin Adreon, Maurice Tombragel    | Margaret "Jonesy" Jones | Jim Davis       | John Archer                                |
| 37  | Soldiers of Fortune "Jungle Search" (14 de abril de 1955)                              | Revue Productions                                   | John English, Lawrence Kimble         | Dr. Steiner             | John Russell    | Chick Chandler                             |
| 38  | Stage 7 "The Magic Hat" (24 de abril de 1955)                                          | Sharpe-Lewis, Warren Lewis                          | Lewis R. Foster, Irving Gaynor Neiman | Ann Coker               | George Brent    | Lydia Reed                                 |
| 39  | Crossroads "Mightier Than the Sword" (2 de diciembre de 1955)                          | Federal Telefilms, Harry Joe Brown                  | Paul Landres, George Bruce            | Miss Smith              | Richard Curtis  | Edit Angold                                |
| 40  | Cavalcade of America "Call Home the Heart" (21 de febrero de 1956)                     | Flying 'A' Productions, Warren Lewis                | László Benedek, Jo Pagano             |                         | Donald Curtis   | Don C. Harvey                              |
| 41  | Science Fiction Theatre "The Strange Dr. Lorenz" (15 de julio de 1955)                 | ZIV Television Programs, Ivan Tors                  | Leigh Jason, Norman Jolley            | Helen Tuttle            | Edmund Gwenn    | Donald Curtis                              |
| 42  | Science Fiction Theatre "Operation Flypaper" (15 de julio de 1956)                     | ZIV Television Programs, Ivan Tors                  | Eddie Davis, Doris Gilbert            | Alma Ford               | Vincent Price   | George Eldredge, John Eldredge             |
| 43  | Science Fiction Theatre The Voice (26 de octubre de 1956)                              | ZIV Television Programs, Ivan Tors                  | Paul Guilfoyle, Doris Gilbert         | Anna Brown              | Donald Curtis   | William Phipps                             |
| 44  | Science Fiction Theatre "Bolt of Lightning" (1 de febrero de 1957)                     | ZIV Television Programs, Ivan Tors                  | Eddie Davis, Meyer Dolinsky           | Cynthia Blake           | Bruce Bennett   | Sydney Smith, Lyle Talbot                  |
| 45  | The Millionaire "The Anton Bohrman Story" (23 de enero de 1957)                        | CBS, Don Fedderson                                  | Alfred E. Green, Barry Trivers        | Anya Bohrman            | Charles Korvin  | Marvin Miller                              |
| 46  | The Millionaire "The Larry Parker Story" (27 de octubre de 1957)                       | CBS, Don Fedderson                                  | Alfred E. Green, Jo Pagano            | Cecille                 | Joseph Waring   | Marvin Miller                              |
| 47  | The Restless Gun "The Torn Flag" (15 de mayo de 1958)                                  | Window Glen Productions, David Dortort              | Frank Burt (guionista)                | Mrs. Wheeler            | John Payne      | Alan Baxter                                |
| 48  | M Squad "The Case of the Double Face" (23 de mayo de 1958)                             | Latimer Productions, John Larkin                    | Sidney Lanfield, Seeleg Lester        | Mrs. Jane Evans         | Lee Marvin      | Jim Davis                                  |
| 49  | Wagon Train "The Rex Montana Story" (1958)                                             | Revue Productions, Howard Christie                  | Jesse Hibbs, Warren Wilson            | Loetha                  | Ward Bond       | Forrest Tucker                             |
| 50  | Papá lo sabe todo "It's a Small World" (9 de marzo de 1959)                            | Rodney-Young Productions, Eugene B. Rodney          | Peter Tewksbury, Dorothy Cooper       | Marta Evans             | Robert Young    | Jane Wyatt                                 |
| 51  | The Texan "The Gunfighter" (8 de junio de 1959)                                        | Desilu Productions, Rory Calhoun                    | Erle C. Kenton, Donald S. Sanford     | Ruth Fenton             | Rory Calhoun    | Dick Kallman                               |
| 52  | The Texan "The Accuser" (6 de junio de 1960)                                           | Desilu Productions, Rory Calhoun                    | Erle C. Kenton (director y guionista) | Mattie Benton           | Rory Calhoun    | Don Haggerty                               |
| 53  | The Donna Reed Show "Lucky Girl" (31 de diciembre de 1959)                             | Todon, Tony Owen                                    | Oscar Rudolph, Nate Monaster          | Betty Murdoch           | Carl Betz       | Donna Reed                                 |
| 54  | The Donna Reed Show "Character Building" (5 de enero de 1961)                          | Todon, Tony Owen                                    | Jeffrey Hayden, Clifford Goldsmith    | Edna                    | Carl Betz       | Donna Reed, Shelley Fabares, Paul Petersen |
| 55  | Tales of Wells Fargo "Prince Jim" (27 de marzo de 1961)                                | Overland Productions                                |                                       | Ruth Hudson             | Norman Leavitt  | Gina Gillespie                             |